# Пюисегюр
Пюисегю́р (фр. Puysségur, окс. Poisigur) — коммуна во Франции, находится в регионе Юг — Пиренеи. Департамент — Верхняя Гаронна. Входит в состав кантона Кадур. Округ коммуны — Тулуза.
Код INSEE коммуны — 31444.

## География

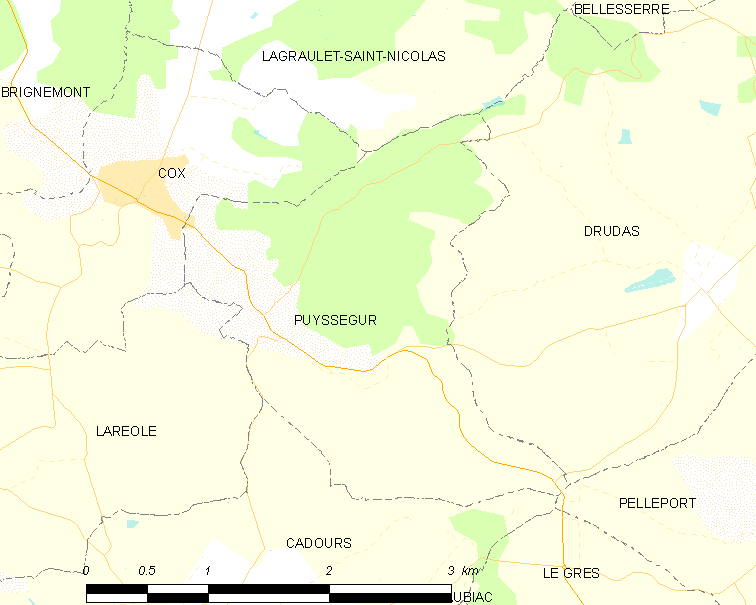
Карта коммуны

Коммуна расположена приблизительно в 580 км к югу от Парижа, в 35 км к северо-западу от Тулузы.

## Климат
Климат умеренно-океанический. Зима мягкая и снежная, весна характеризуется сильными дождями и грозами, лето сухое и жаркое, осень солнечная. Преобладают сильные юго-восточные и северо-западные ветры.

## Население
Население коммуны на 2010 год составляло 129 человек.
| 1962 | 1968 | 1975 | 1982 | 1990 | 1999 | 2010 |
| ---- | ---- | ---- | ---- | ---- | ---- | ---- |
| 68   | 52   | 58   | 58   | 70   | 70   | 129  |

## Экономика
В 2010 году среди 77 человек трудоспособного возраста (15—64 лет) 62 были экономически активными, 15 — неактивными (показатель активности — 80,5 %, в 1999 году было 77,6 %). Из 62 активных жителей работали 54 человека (32 мужчины и 22 женщины), безработных было 8 (3 мужчин и 5 женщин). Среди 15 неактивных 6 человек были учениками или студентами, 5 — пенсионерами, 4 были неактивными по другим причинам.

## Достопримечательности
- Церковь Нотр-Дам